# Noce (Basilikata)
Noce oder Castrocucco ist der Name eines süditalienischen Flusses. Er entspringt in einer Höhe von ca. 2000 m auf dem Monte Sirino in der Region Basilikata, ist ca. 50 km lang und mündet ins Tyrrhenische Meer.
Der Noce fließt hauptsächlich in Südrichtung und durchquert dabei zunächst die Ortszentren von Lagonegro und Rivello. In der Gegend von Lauria schwillt er durch zahlreiche Zuflüsse von Monte Sirino beträchtlich an, darunter die Bäche Bitonto, Prodino Grande, Pizinno, Senieturo und Carrosoe und der Fluss Torbido. Gegen Ende seines Verlaufs erscheint der Fluss deutlich ruhiger und fungiert auf einer kurzen Strecke als Grenze zwischen der Basilikata und Kalabrien. Auf dem Gebiet der Gemeinde Tortora mündet der Noce schließlich ins Tyrrhenische Meer.
Der Noce weist sturzbachartige Abschnitte auf und hat im Verlaufe des Jahres bemerkenswerte Veränderungen des Wasserpegels. Durchschnittlich führt er allerdings auch im trockenen Sommer ca. 2 Kubikmeter Wasser pro Sekunde.
In Jahreszeiten, in denen er mehr Wasser führt, ist der Oberlauf ein bekanntes Gebiet für Rafting- und Kanufahrten.